# 姉崎消防署
姉崎消防署（あねさきしょうぼうしょ）は千葉県市原市姉崎海岸にある市原市消防局の消防署。姉崎地区の全域を管轄している。

## 概要
市原市西部の姉崎地区に位置する。姉崎地区は臨海部の化学工業地域、内陸部の住宅密集地や田園地帯など幅広い土地利用がなされている場所であり、それに応じた車両が配備されている。

## 沿革
沿革は以下の通りである。
- 1965年（昭和40年）11月 - 消防団常備部を姉崎370番地に設置。化学車1台と救急車1台を配置。
- 1966年（昭和41年）7月 - 市原市消防本部姉崎分遣所となる。
- 1976年（昭和51年）5月 - 市原市消防本部中央消防署姉崎分署となる。
- 1978年（昭和53年）4月 - 市原市消防局中央消防署姉崎分署となる。
- 1979年（昭和54年）3月 - 姉崎海岸49番地1に移転。消防車3台と救急車1台を配置。
- 1981年（昭和56年）
  - 4月 - 分署から消防署に昇格。市原市消防局西消防署となる。
  - 12月 - 指揮車を配置。
- 1983年（昭和58年）2月 - 大型高所放水車を配置。
- 1984年（昭和59年）11月 - ポンプ付工作車を配置。
- 1988年（昭和63年）
  - 2月 - 西消防署有秋分署を深城16番地3に設置。水槽車1台、積載車1台、大型高所放水車1台を配置。
  - 10月 - 有秋分署に救急車を配置、業務開始。
- 1995年（平成7年）3月 - 準高規格救急車を更新配置。
- 1997年（平成9年）4月 - 市原市消防局姉崎消防署となる。
- 1998年（平成10年）3月 - 高規格救急車を配置。
- 1999年（平成11年）3月 - 有秋分署に小型動力ポンプ付積載車を配置。
- 2000年（平成12年）
  - 2月 - 救助工作車（II型）を配置。
  - 3月 - 大型化学車を配置。
- 2004年（平成16年）3月 - 高所放水車を更新配置。泡原液搬送車を配置。
- 2005年（平成17年）5月 - 検査車を配置。
- 2007年（平成19年）3月 - 有秋分署に高規格救急車を更新配置。
- 2008年（平成20年）2月 - 水槽付消防ポンプ自動車を配置。
- 2009年（平成21年）3月 - 高規格救急車を更新配置。
- 2010年（平成22年）
  - 3月 - 水槽付消防ポンプ自動車（CD-1）を配置。有秋分署に災害対応特殊梯子付自動車を配置。
  - 12月 - 有秋分署に水槽付消防ポンプ自動車（CD-1）を配置。
- 2015年（平成27年）8月 - 姉崎消防署特別救助隊が第44回全国消防救助技術大会で入賞。
- 2016年（平成28年）3月 - 有秋分署に高規格救急車を更新配置。
- 2018年（平成30年）3月 - 高規格救急車を更新配置。
- 2021年（令和3年）2月 - 指揮車と救助工作車（II型）を更新配置。

## 組織
以下のような構成となっている。
- 予防係
- 警防1部
- 警防2部
- 救急1部
- 救急2部

## 施設

### 敷地
敷地の詳細は以下の通りである。
| 所在地     | 市原市姉崎海岸49番地1 |
| 敷地面積   | 2,999m2               |
| 用途地域   | 準工業地域            |
| 指定建蔽率 | 60%                   |
| 指定容積率 | 200%                  |
| 所有者     | 市原市                |
| 取得価格   | 193,045,800円         |

### 建物
敷地位の建物の詳細は以下の通りである。
| 棟番号 | 棟名称 | 構造 | 階数        | 延床面積   | 建築年 | 耐震情報 | 耐震情報   | 耐震情報 | 備考 |
| 棟番号 | 棟名称 | 構造 | 階数        | 延床面積   | 建築年 | 基準     | 診断       | Is値     | 備考 |
| ------ | ------ | ---- | ----------- | ---------- | ------ | -------- | ---------- | -------- | ---- |
| 001    | 庁舎   | RC造 | 地上2階建て | 1,031.41m2 | 1979年 | 旧基準   | 耐震工事済 | 1.00     |      |
| 002    | 車庫   | S造  | 地上1階建て | 123.00m2   | 1979年 | 旧基準   | 耐震工事済 | -        |      |

## 分署

### 有秋分署

#### 所在地
〒299-0123 千葉県市原市深城16番地3

#### 組織
- 警防1部
- 警防2部
- 救急1部
- 救急2部

#### 施設
- 敷地面積：2,573.0 m2
- 海抜：15 m
- 建築年月：1988年2月
- 構造：RC造2階建て
- Is値：0.94
- 建築延面積：680.6 m2
- 耐震補強：2013年実施

## 管轄区域
- 市原市役所姉崎支所及び有秋支所管内（姉崎地区）[2]

## 配備車両
| 所属名     | 車名                     | 車両メーカー             | 艤装メーカー     | 年式       | 免許   |       |
| ---------- | ------------------------ | ------------------------ | ---------------- | ---------- | ------ | ----- |
| 姉崎消防署 | 水槽付消防ポンプ自動車   | 日野自動車               | モリタ           | 2023年3月  | 中型   | [ 2 ] |
| 姉崎消防署 | 消防ポンプ自動車         | 日野自動車               | GMいちはら工業   | 2002年3月  | 準中型 | [ 2 ] |
| 姉崎消防署 | 救助工作車 (II型)        | 日野自動車               | 帝商             | 2021年.2月 | 中型   | [ 2 ] |
| 姉崎消防署 | 大型化学消防車           | 日野自動車               | モリタ           | 2020年3月  | 大型   | [ 2 ] |
| 姉崎消防署 | 大型高所放水車           | 日野自動車               | モリタ           | 2004年3月  | 大型   | [ 2 ] |
| 姉崎消防署 | 泡原液搬送車             | 三菱ふそうトラック・バス | 野口ポンプ製作所 | 2004年3月  | 大型   | [ 2 ] |
| 姉崎消防署 | 高規格救急車             | トヨタ自動車             | 千葉トヨタ自動車 | 2018年1月  | 普通   | [ 2 ] |
| 姉崎消防署 | 検査車                   | ダイハツ工業             | 田中自動車       | 2005年5月  | 普通   | [ 2 ] |
| 姉崎消防署 | 指揮車                   | 日産自動車               | 桜ホース         | 2021年2月  | 普通   | [ 2 ] |
| 有秋分署   | 消防ポンプ自動車         | 日野自動車               | モリタ           | 2010年12月 | 準中型 | [ 2 ] |
| 有秋分署   | 災害対応特殊梯子付自動車 | 日野自動車               | モリタ           | 2005年3月  | 大型   | [ 2 ] |
| 有秋分署   | 小型動力ポンプ付積載車   | トヨタ自動車             | 吉田商会         | 2019年12月 | 普通   | [ 2 ] |
| 有秋分署   | 高規格救急車             | トヨタ自動車             | 千葉トヨタ自動車 | 2023年3月  | 普通   | [ 2 ] |

## 交通

### 姉崎消防署
鉄道
- 内房線姉ケ崎駅下車

バス
- 小湊鉄道「姉崎ターミナル」下車

道路
- 館山自動車道「姉崎袖ケ浦IC」

### 有秋分署
鉄道
- 内房線姉ケ崎駅下車

バス
- 小湊鉄道「有秋台団地入口」下車
- 日東交通「山谷」下車